# Лама (језеро)
Лама (рус. Лама) је језеро у Русији. Налази се на територији Краснојарске Покрајине. Површина језера износи 318 km².